# Biophytum mimosella
Biophytum mimosella là một loài thực vật có hoa trong họ Chua me đất. Loài này được (Baill.) Guillaumin mô tả khoa học đầu tiên năm 1909.